# Fontellas
Fontellas – gmina w Hiszpanii, w Nawarze, o powierzchni 22,26 km². W 2011 roku gmina liczyła 955 mieszkańców.